# Гудзовка
Гудзо́вка (укр. Гудзівка) — село в Звенигородском районе Черкасской области Украины.

## История
Первые сведения о селе относятся к временам татаро-монгольского нашествия. Здесь, в пригороде Звенигорода, стояла стража и при виде неприятеля оповещала население о необходимости обороны. Возле горы люди находили списки, луки, сабли, что подтверждает предания о том, что не раз происходили битвы. Также недалеко от села был найден колокол, оставленный неприятелем при отступлении. Укрепление было разрушено в 1240 году при наступлении хана Батыя и было в запустении до 1545 года, когда было вновь восстановлено.
Первое упоминание в летописях села было в 1750 году. За годы своего существования оно имело ещё 2 названия Поповий Рог и Казенная Гудзивка. Первое — от того, что недалеко от села находился хутор, где жили священники
В XIX веке в селе наблюдалось активный прирост населения. Так в 1885 году по переписи населения было 650 человек и 127 дворовых хозяйств. А уже в 1897 году проживало 1035 человек.
После образования советской власти и присоединение к СССР Украины, в 1927 году в селе был образован колхоз им. 10 лет Киму.
На фронтах Великой Отечественной войны сражались более 300 сельчан, из которых 125 погибли, а 77 были удостоены различных наград. На сельском кладбище есть братская могила, в которой похоронено 11 неизвестных солдат этой войны, погибших в боях недалеко от села.
В после военные годы в селе происходил ряд инфраструктурных улучшений жизни сельчан. Так в 1959 году село было электрифицировано и радиофицировано. К 1970 году в колхозе им. Кима имелось 1,5 тысяч гектаров сельскохозяйственных угодий, из которых 1,2 пахотных земель. Также к тому времени в селе имелись школа, клуб, 2 библиотеки с общим фондом в 12 тыс. книг, родильный дом, а также мастерская по пошиву одежды и обуви. В 1976 году колхоз им. Кима был реорганизован в совхоз.
В июле 1995 года Кабинет министров Украины утвердил решение о приватизации находившегося здесь совхоза.
Население по переписи 2001 года составляло 788 человек.
В период независимости в селе появились почтовое отделение агропредприятия «Сад», четыре торговые точки, а также в 2005 году село было подключено к снабжению природным газом.

## Местный совет
20225, Черкасская обл., Звенигородский р-н, с. Гудзовка